# Leichtathletik-Europameisterschaften 1994/Marathon der Frauen

Panoramablick auf Helsinki im Jahr 2004

Der Marathonlauf der Frauen bei den Leichtathletik-Europameisterschaften 1994 fand am 7. August 1994 in Helsinki, Finnland, statt.
Die Portugiesin Maria Manuela Machado gewann das Rennen in 2:29:54 h. Vizeeuropameisterin wurde die Italienerin Maria Curatolo vor der Rumänin Adriana Barbu.
Erstmals gab es bei Europameisterschaften eine Teamwertung, den sogenannten Marathon-Cup. Hierfür wurden die Zeiten der drei besten Läufer je Nation addiert. Die Wertung zählte allerdings nicht zum offiziellen Medaillenspiegel. Es siegte die Mannschaft aus Italien vor Rumänien und Finnland.

## Bestehende Rekorde / Bestleistungen
Anmerkung:
Rekorde wurden damals im Marathonlauf und Straßengehen wegen der unterschiedlichen Streckenbeschaffenheiten mit Ausnahme von Meisterschaftsrekorden nicht geführt.
| Weltbestzeit             | Ingrid Kristiansen | 2:21:06 h | London-Marathon 1985 | 21. April 1985  |
| Europäische Bestleistung | Ingrid Kristiansen | 2:21:06 h | London-Marathon 1985 | 21. April 1985  |
| Meisterschaftsrekord     | Rosa Mota          | 2:28:38 h | EM Stuttgart         | 26. August 1986 |

Der bestehende EM-Rekord wurde bei diesen Europameisterschaften nicht erreicht. Mit ihrer Siegzeit von 2:29:54 min blieb die Portugiesin Maria Manuela Machado 1:16 min über dem Rekord. Zur Welt- und Europabestzeit fehlten ihr 8:48 min.

## Legende
| DNF | Wettkampf nicht beendet (did not finish) |

## Ergebnis

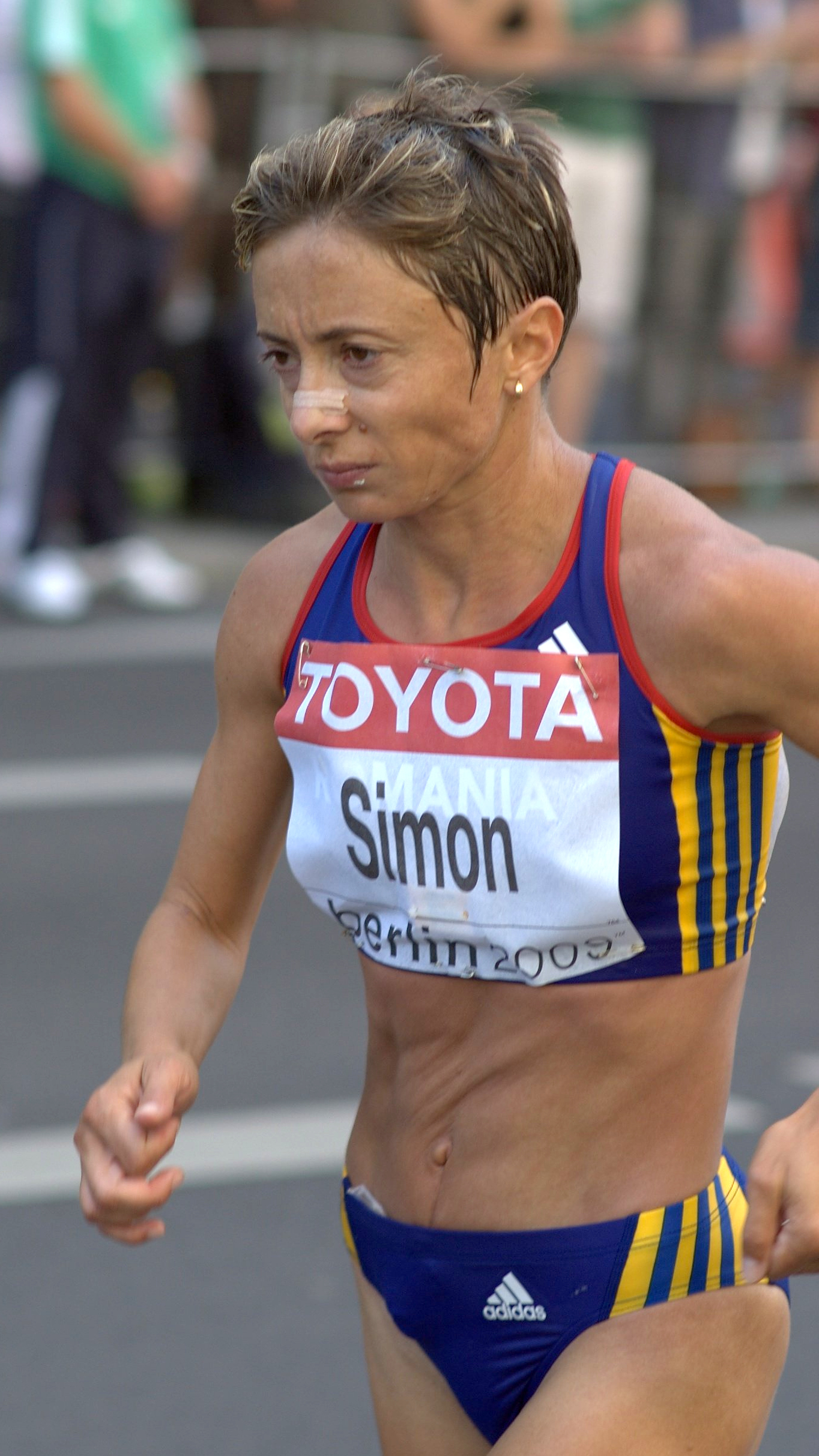
Lidia Slavuteanu (spätere Lidia Șimon), Rumänien – Platz zehn

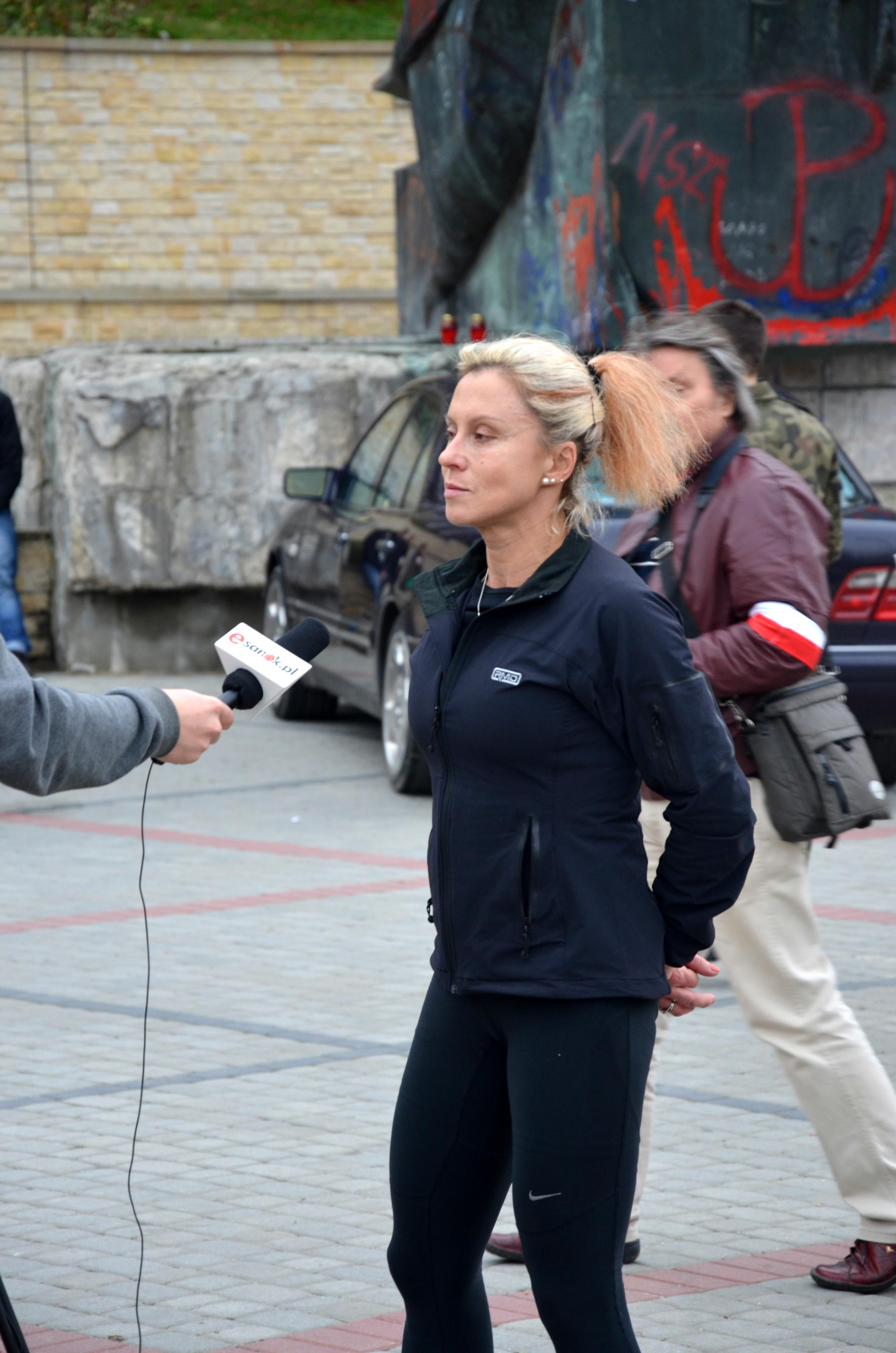
Izabela Zatorska, Polen (hier im Jahr 2009) – Platz zwanzig

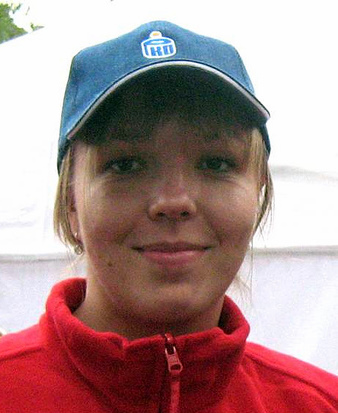
Anna Rybicka, Polen – Platz 23

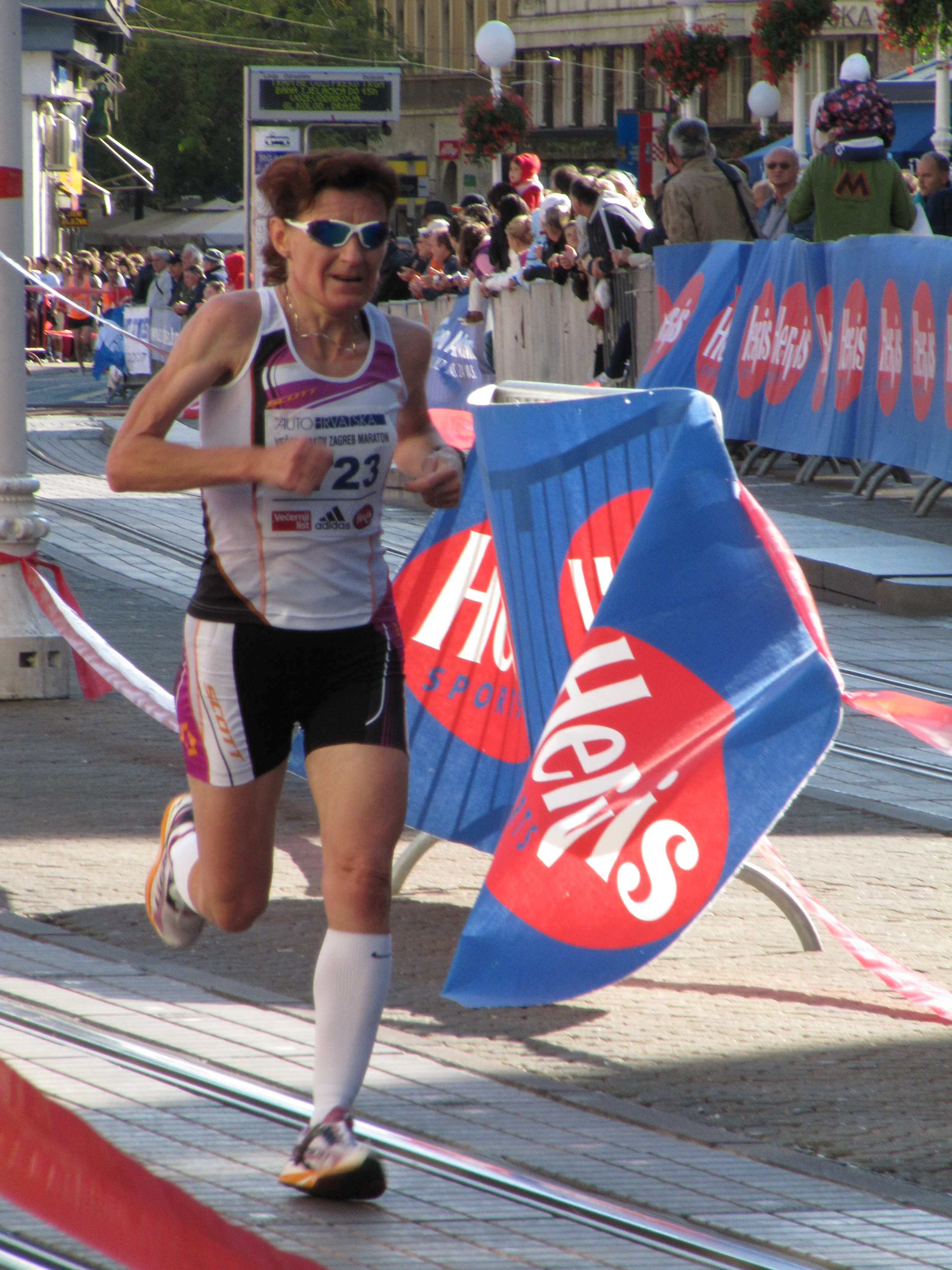
Helena Javornik, Slowenien – Rennen nicht beendet

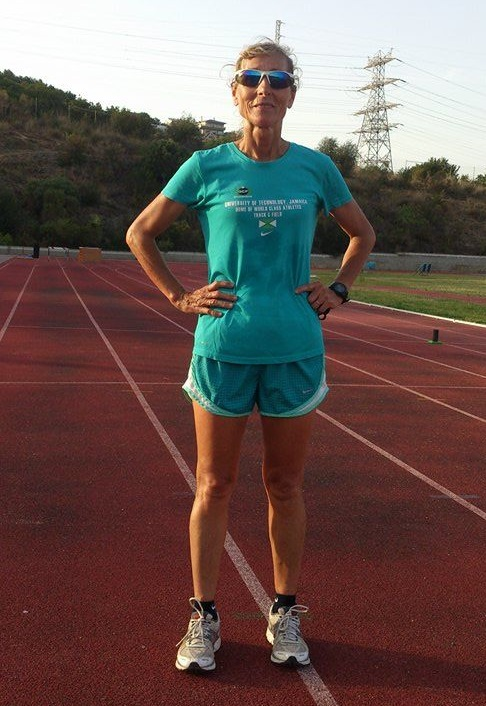
María Luisa Muñoz, Spanien (hier in einer Aufnahme von 2016) – Rennen nicht beendet

7. August 1994
| Platz | Athletin                 | Land           | Zeit (h) |
| ----- | ------------------------ | -------------- | -------- |
|       | Maria Manuela Machado    | Portugal       | 2:29:54  |
|       | Maria Curatolo           | Italien        | 2:30:33  |
|       | Adriana Barbu            | Rumänien       | 2:30:55  |
| 04    | Ornella Ferrara          | Italien        | 2:31:57  |
| 05    | Anuța Cătună             | Rumänien       | 2:32:51  |
| 06    | Ritva Lemettinen         | Finnland       | 2:33:05  |
| 07    | Kirsi Rauta              | Finnland       | 2:33:32  |
| 08    | Rosanna Munerotto        | Italien        | 2:34:32  |
| 09    | Anna Villani             | Italien        | 2:34:46  |
| 10    | Lidia Slavuteanu         | Rumänien       | 2:36:14  |
| 11    | Danielle Sanderson       | Großbritannien | 2:36:29  |
| 12    | Firija Sultanowa         | Russland       | 2:36:50  |
| 13    | Judit Nagy               | Ungarn         | 2:37:22  |
| 14    | Ana Isabel Alonso        | Spanien        | 2:37:36  |
| 15    | Marie-Hélène Ohier       | Frankreich     | 2:37:38  |
| 16    | Maryse Le Gallo          | Frankreich     | 2:38:26  |
| 17    | Elisabeth Krieg-Ruprecht | Schweiz        | 2:38:27  |
| 18    | Isabelle Guillot         | Frankreich     | 2:40:20  |
| 19    | Marjan Freriks           | Niederlande    | 2:40:21  |
| 20    | Izabela Zatorska         | Polen          | 2:40:31  |
| 21    | Bettina Sabatini         | Italien        | 2:40:32  |
| 22    | Marian Sutton            | Großbritannien | 2:40:34  |
| 23    | Anna Rybicka             | Polen          | 2:40:47  |
| 24    | Cristina Pomacu          | Rumänien       | 2:40:48  |
| 25    | Ramilja Burangulowa      | Russland       | 2:41:15  |
| 26    | Jane Salumae             | Estland        | 2:42:02  |
| 27    | Lidia Camberg            | Polen          | 2:42:11  |
| 28    | Marzanna Helbik          | Polen          | 2:42:14  |
| 29    | Rosario Murcia           | Frankreich     | 2:43:15  |
| 30    | Lesley Turner            | Großbritannien | 2:45:16  |
| 31    | Alison Rose              | Großbritannien | 2:45:16  |
| 32    | Linda Rushmere           | Großbritannien | 2:45:24  |
| 33    | Pia Ruotsalainen         | Finnland       | 2:45:58  |
| 34    | Françoise Bonnet         | Frankreich     | 2:49:00  |
| 35    | Teresa Dyer              | Großbritannien | 2:50:23  |
| 36    | Olga Michurina           | Russland       | 2:51:05  |
| 37    | Vera Sukhova             | Russland       | 2:51:09  |
| 38    | Satu Levelä              | Finnland       | 2:51:23  |
| 39    | Siiri Kangur             | Estland        | 2:54:36  |
| DNF   | Tatyana Ivanova          | Russland       |          |
| DNF   | Rocío Ríos               | Spanien        |          |
| DNF   | Anne Jääskeläinen        | Finnland       |          |
| DNF   | Helena Javornik          | Slowenien      |          |
| DNF   | Ljubow Klotschko         | Ukraine        |          |
| DNF   | Laura Fogli              | Italien        |          |
| DNF   | Larisa Ziusko            | Russland       |          |
| DNF   | Katrin Dörre             | Deutschland    |          |
| DNF   | María Luisa Muñoz        | Spanien        |          |
| DNF   | Ann-Catrin Nordman       | Finnland       |          |
| DNF   | Josefa Cruz              | Spanien        |          |
| DNF   | Aniela Nikiel            | Polen          |          |

## Marathon-Cup
| Platz | Land           | Athletinnen                                         | Zeit (h) |
| ----- | -------------- | --------------------------------------------------- | -------- |
| 1     | Italien        | Maria Curatolo Ornella Ferrara Rosanna Munerotto    | 7:37:02  |
| 2     | Rumänien       | Adriana Barbu Anuța Cătună Lidia Slavuteanu         | 7:40:00  |
| 3     | Finnland       | Ritva Lemettinen Kirsi Rauta Pia Ruotsalainen       | 7:49:35  |
| 4     | Frankreich     | Marie-Helene Ohier Maryse le Gallo Isabelle Guillot | 7:56:24  |
| 5     | Großbritannien | Danielle Sanderson Marion Sutton Lesley Turner      | 8:02:19  |
| 6     | Polen          | Isabela Zatorska Anna Rybicka Marzanna Helbik       | 8:03:32  |
| 7     | Russland       | Firija Sultanowa Ramilja Burangulowa Olga Michurina | 8:09:10  |

(nur sieben Teams in der Wertung)